# Represión Latinoamericana (álbum)
Represión Latinoamericana es el tercer álbum de la banda venezolana de heavy metal y hard rock Arkangel. Se publicó en el año 1983 y contiene 8 temas. Primera vez que la banda incluye los teclados en su música. Publicado en formato LP. Es el último trabajo de la banda con el sello discográfico Corporación Los Ruices (Color). 

## Lista de canciones
Represión Latinoamericana
LADO A
- 01-Destrucción natural
- 02-Juicio final
- 03-Los gusanos del poder
- 04-Tu eres el amor

LADO B
- 05-Desempleado
- 06-Todo costo sacrificios
- 07-Represión latinoamericana
- 08-Ni plata, ni religión

## Músicos
- Paul Gillman - Vocalista
- Freddy Marshall - Guitarras y coros
- Giancarlo Picozzi - Guitarras y coros
- Giorgio Picozzi - Batería
- Breno Díaz - Bajo y coros
- Mickey Tedeschi - Teclados y coros

## Detalles técnicos
- Estudios de grabación: Hansa, Valencia, Venezuela e Intersonido, Caracas, Venezuela.
- Ingenieros de grabación y mezclas: Rafael Henríquez 'El Mago'.
- Concepto de la carátula: Arkangel.
- Arte y Diseño: Alfredo Escalante, y MagiColor.
- Fotografías: Soldado salvadoreño en la Portada (Cortesía del diario venezolano El Nacional), Jorge Romero, Edgardo Sevilla, y El Duende.
- Ilustraciones (Parte Interna), y Textos: Alfredo Escalante.
- Producción: Corporación Los Ruices, y Alfredo Escalante.